# او گلوبو
او گلوبو (به پرتغالی: O Globo) یکی از پرتیراژترین روزنامه‌های برزیل است. این روزنامه در شهر ریودو ژانیرو منتشر می‌شود و متعلق به شرکت رسانه‌ای گلوبو است. روزنامه او گلوبو با تیراژی بالغ بر ۲۵۰هزار نسخه در روز، یکی از پرتیراژترین روزنامه‌های برزیل است.